# Disney's Hollywood Studios
Disney's Hollywood Studios, precedentemente conosciuto come Disney-MGM Studios, è il terzo dei quattro parchi a tema di proprietà di Disney Experiences costruiti presso il Walt Disney World Resort a Bay Lake, Florida, Stati Uniti a circa 22 km a sud ovest di Orlando, ed è stato inaugurato il 1º maggio del 1989. Il tema principale del parco è il mondo del cinema, traendo ispirazione dall'età d'oro di Hollywood, ma negli ultimi anni è diventato un parco a tema dove aprire attrazioni dei nuovi marchi acquistati e gestiti dalla Disney, come Pixar e Star Wars. Inizialmente questo parco era chiamato Disney-MGM Studios ma, visto l'iniziale scarso successo, nel 2008, dopo molti miglioramenti, sia nelle scenografie sia nelle attrazioni, il parco venne rinominato Disney's Hollywood Studios. Ha un parco quasi-gemello a Disneyland Paris, chiamato Walt Disney Studios.
Negli ultimi anni il parco si è ingrandito sempre di più diventando uno dei parchi più grandi e visitati del mondo, con oltre 11 milioni di visitatori all'anno.

## Storia

### Il concetto iniziale
Nel 1985, Disney e Metro-Goldwyn-Mayer stipularono un contratto di licenza che conferiva a Disney in tutto il mondo i diritti di utilizzare il marchio MGM. Intanto, dopo che Epcot venne inaugurato nel 1982, gli imagineers della Disney avevano iniziato a pensare che cosa mancava alla World Showcase (zona del parco Epcot ispirata ad una expo permanente), in particolare quali settori avrebbero potuto presentare nei futuri nuovi padiglioni. In cima alla lista misero la propria industria: l'intrattenimento. Ma quello che doveva essere l'Epcot's Entertainment Pavilion è presto diventato una proposta per un terzo parco a tema al Walt Disney World Resort. Tale proposta fu ampliata e accelerata quando gli Universal Studios iniziarono a sviluppare un sito vicino per il parco a tema Universal Studios Florida nel 1986. Michael Eisner, allora capo della Walt Disney Company, decise così di dedicare il terzo parco di divertimenti del Walt Disney World Resort al mondo del cinema.

### Apertura ed iniziale insuccesso
Tre anni dopo, il 1º maggio 1989, fu aperto il parco a tema Disney-MGM Studios, battendo gli Universal Studios Florida di un anno. Il parco fu inizialmente pensato e strutturato come un parco ispirato alle produzioni cinematografiche di Hollywood e come uno studio di produzione operativo, con servizi di produzione cinematografica e televisiva attivi, tra i quali una filiale di animazione e un backlot funzionanti. Il parco però (il più piccolo parco Disney all'epoca) non offriva tante attrazioni non attirando di fatto il pubblico e fu inizialmente un flop.

### Ripresa e nuove attrazioni
Nel 1994, avvenne una vera svolta, con la costruzione dell'attrazione Tower of Terror, che ebbe tanto successo da costruirla in quasi tutti i parchi Disney a venire; l'attrazione, caratterizzata da innovativi effetti speciali, rialzò notevolmente l'attrazione del pubblico verso il parco. Nello stesso periodo lo studio di animazione in loco della Walt Disney Animation Studios, collaborò alla realizzazione di successi quali La bella e la bestia, Aladdin, Il re leone, Mulan e Lilo & Stich. Negli anni sono stati aggiunti molti spettacoli, da uno show dedicato a La bella e la bestia a Fantasmic!, uno spettacolo che vede la presenza di molti personaggi classici Disney con grandi effetti speciali e che ha avuto un grande successo fin da subito. Nel 2004 gli studi di animazione vennero chiusi e demoliti lasciando spazio allo spettacolo di macchine Lights, Motors, Action! Extreme Stunt Show, inaugurato nel 2005, che aveva avuto grande successo nel suo parco gemello di Parigi, il Walt Disney Studios, inaugurato nel 2002. Nel 2008, dopo una battaglia legale tra Disney ed MGM, gli studi vengono rinominati Disney's Hollywood Studios. Lo stesso anno venne costruita una nuova area denominata Pixar Place, con un'ulteriore grande attrazione, Toy Story Mania!.

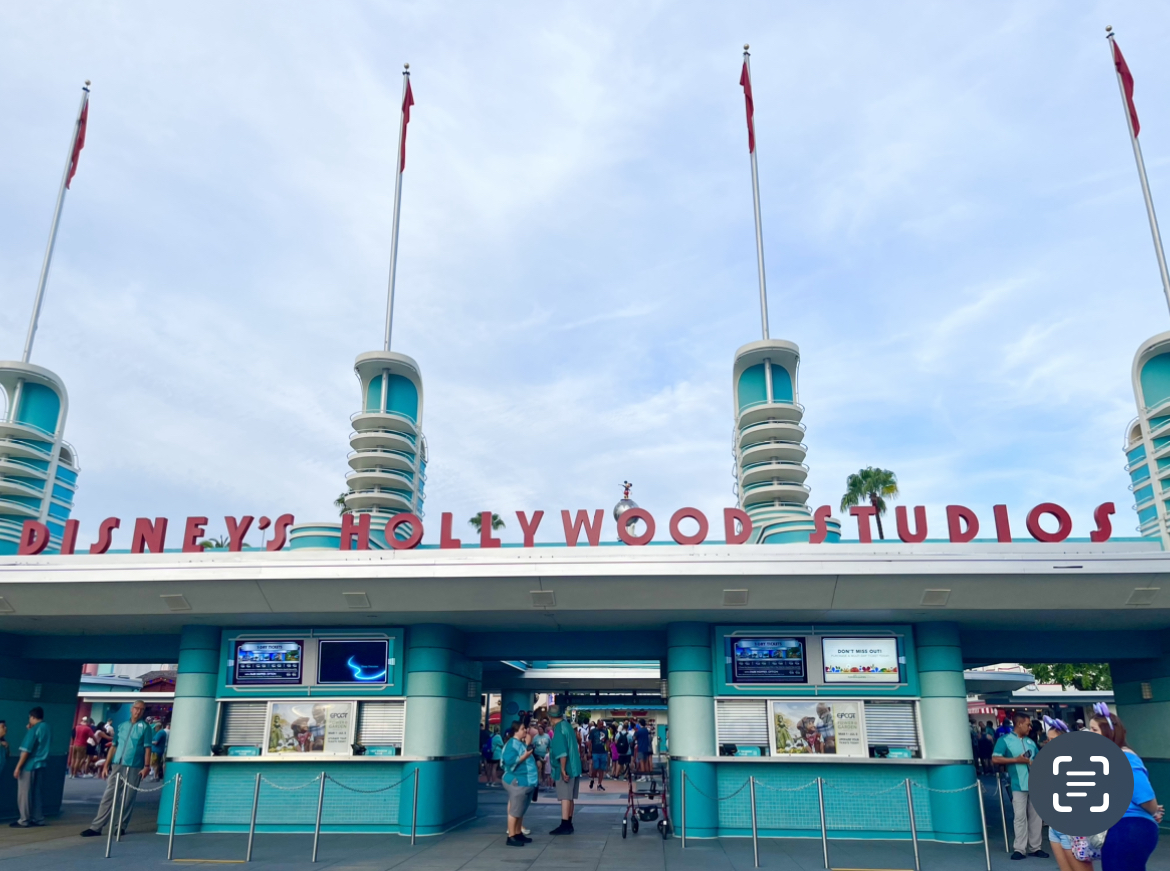
Vecchio logo del parco.

### Gli ultimi anni e l'espansione
Negli anni duemiladieci il parco ha continuato a chiudere sempre più attrazioni a tema "studio cinematografico"; nell'aprile 2016, la maggior parte della Streets of America, tra cui le facciate delle strade del backlot, Lights, Motors, Action! Extreme Stunt Show, la Earffel Tower (la torre dell'acqua con le orecchie di Topolino, vecchio simbolo del parco) e le restanti aree del backstage, sono state chiuse e demolite in preparazione delle nuove aree tematiche: Star Wars: Galaxy's Edge e Toy Story Land. A conferma della volontà di trasformarlo in un parco a tema Pixar-Star Wars, il primo maggio del 2019, per i 30 anni del parco, ne venne aggiornato il logo che vedeva, oltre a Topolino, l'aggiunta di BB-8, dalla saga di Star Wars, e dello Sceriffo Woody, dalla saga di Toy Story della Pixar. In seguito il logo è stato nuovamente aggiornato e semplificato togliendo da esso ogni personaggio. Star Wars: Galaxy's Edge, copia della land aperta qualche mese prima nel Disneyland originale in California, è la più grande espansione del parco sin dalla sua apertura ed è stata inaugurata il 29 agosto 2019.

## Aree tematiche
Disney's Hollywood Studios è diviso in otto aree a tema, o "land", qui di seguito elencate come appaiono in senso orario:

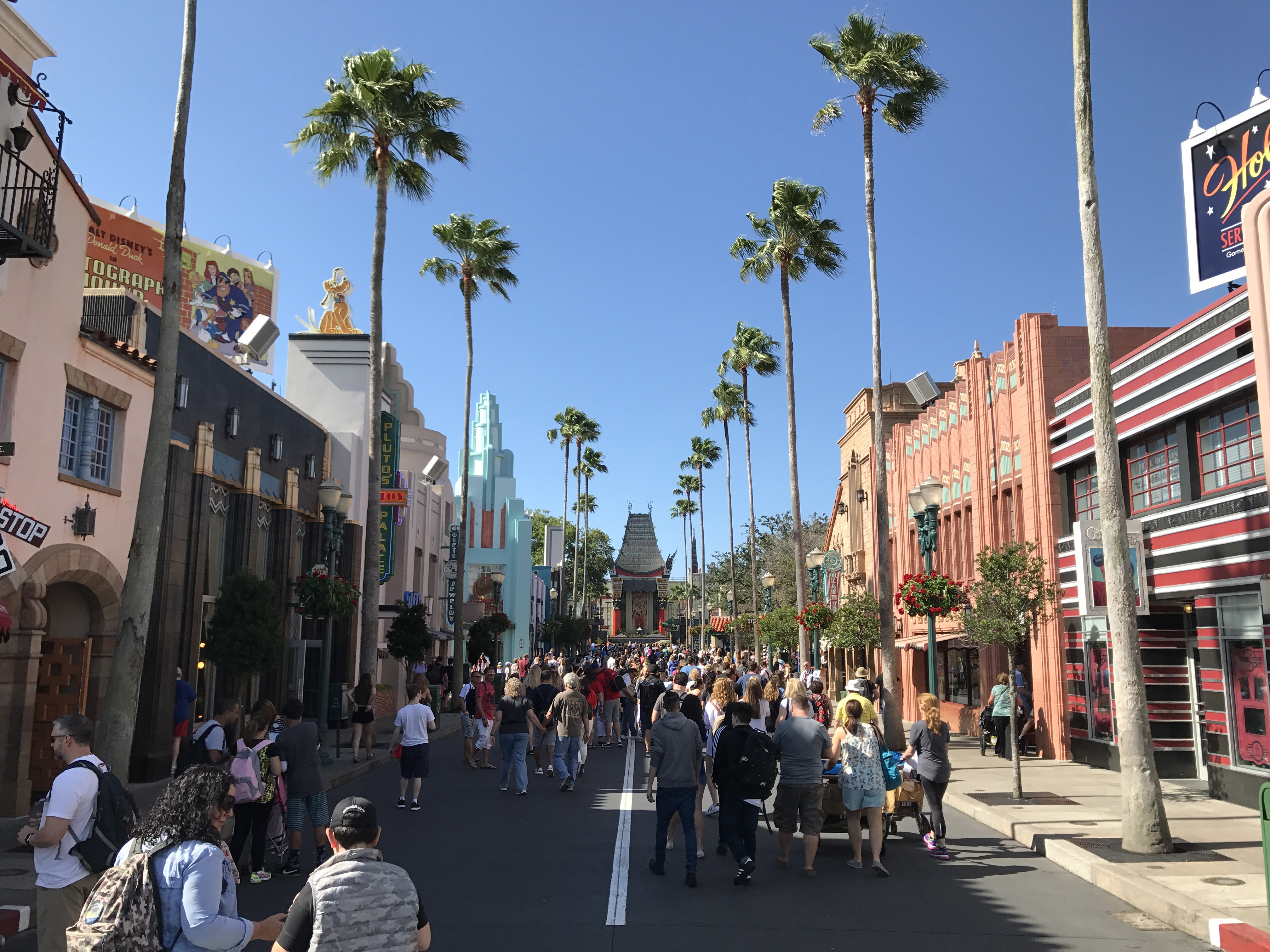
La ricostruzione della Hollywood Boulevard.

### Hollywood Boulevard
Questa land è ispirata alla vera strada omonima di Hollywood e funge da ingresso principale del parco e funziona allo stesso modo della Main Street, U.S.A. dei parchi stile Disneyland. È fiancheggiata da facciate a tema con strade e locali che vendono merchandising Disney ed offrono vari servizi. In fondo a Hollywood Boulevard si trova una replica esatta del TCL Chinese Theatre di Hollywood.

#### Attrazioni

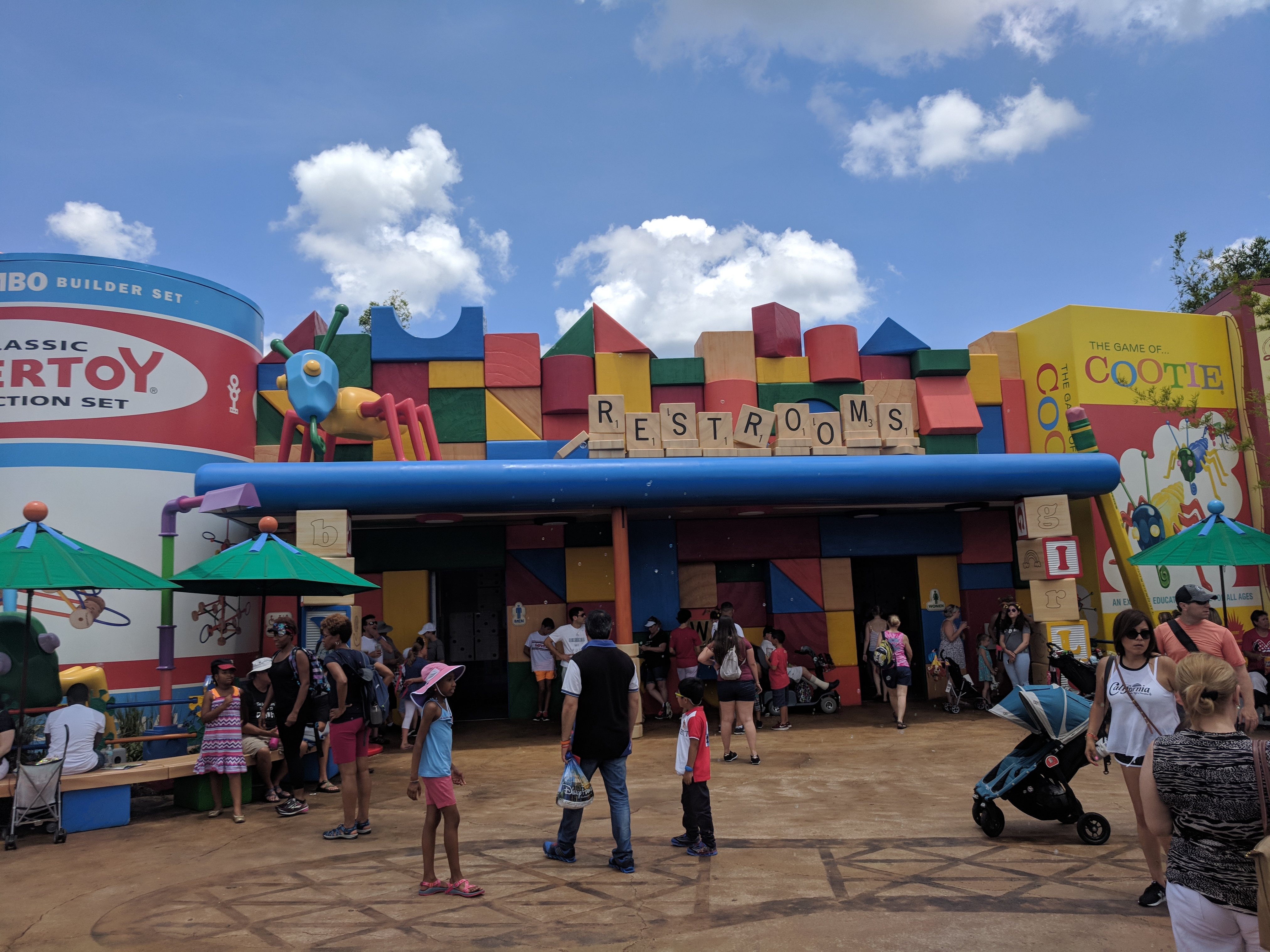
Toy Story Land.

- Mickey & Minnie's Runaway Railway: precedentemente nota come The Great Movie Ride (1989-2017), quest'attrazione, che si trova all'interno della replica del Chinese Theatre, era inizialmente ispirata al mondo del cinema ed è stata sostituita nel 2020 dalla nuova attrazione che ha come protagonista Topolino, Minni e i loro amici, ispirata alla nuova serie di Disney+ Il meraviglioso mondo di Topolino.[9][10]

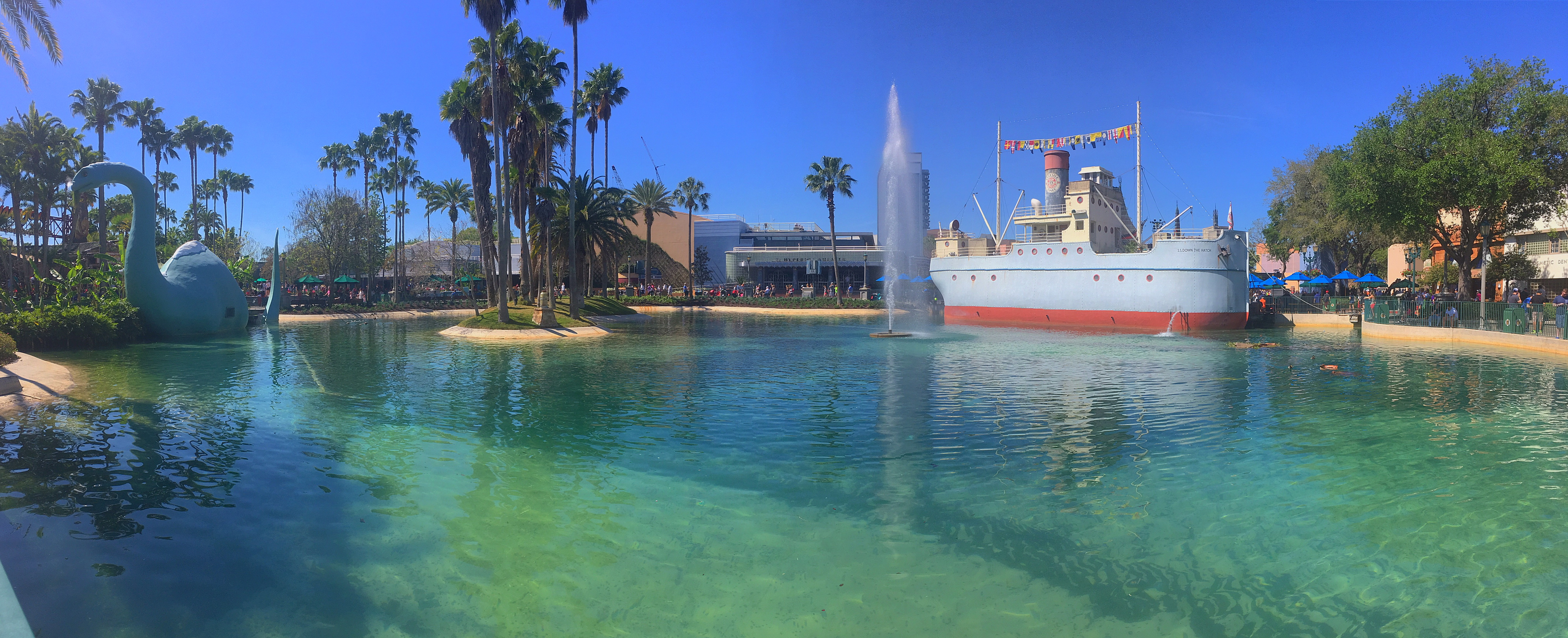
Un'immagine di Echo Lake.

### Echo Lake
Questa land è ispirata dal quartiere Echo Park di Los Angeles come si presentava nell'epoca d'oro di Hollywood.

#### Attrazioni
- Star Tours – The Adventures Continue

#### Spettacoli

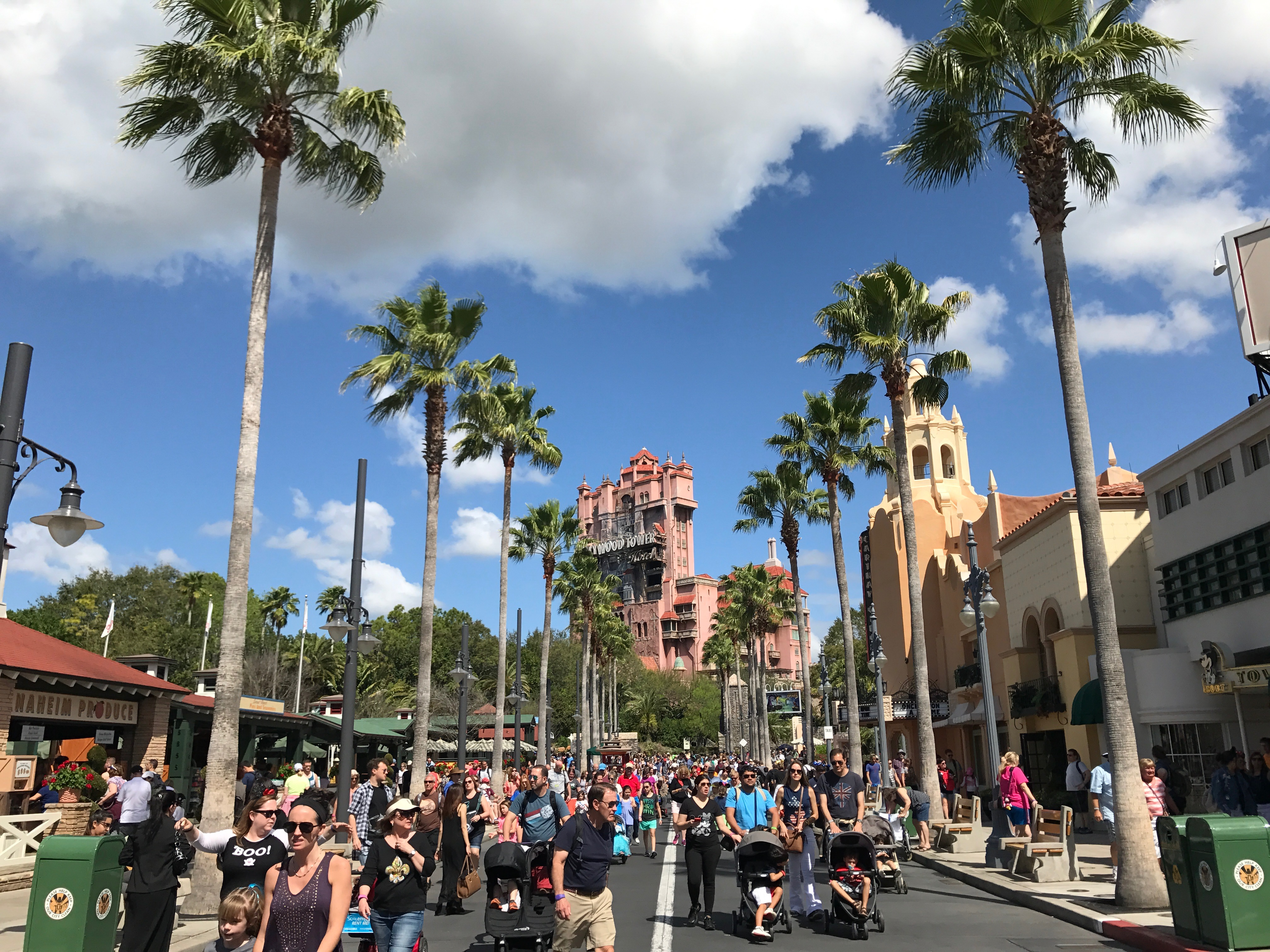
Sunset Boulevard ai Disney's Hollywood Studios.

- Jedi Training: Trials of the Temple
- Indiana Jones Epic Stunt Spectacular!
- For the First Time in Forever: A Frozen Sing-Along Celebration
- Star Wars: Path of the Jedi

### Commissary Lane
Questa land è un breve percorso situato tra la Hollywood Boulevard e Grand Avenue.

#### Attrazioni
- Mickey and Minnie starring in Red Carpet Dreams

#### Spettacoli
- Sci-Fi Diner: un ristorante in stile drive-in anni '50 dove vengono trasmessi film Disney.

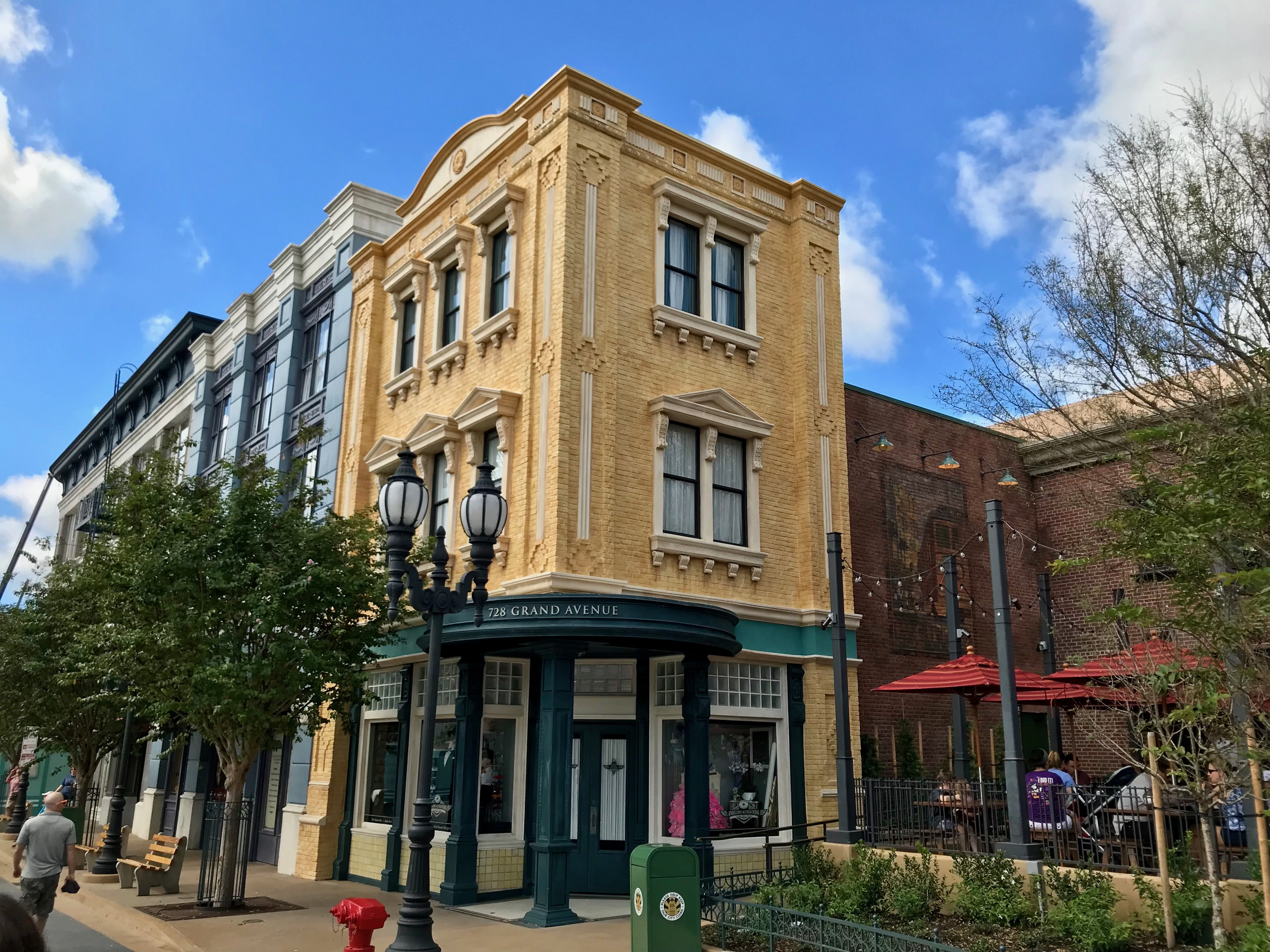
Grand Avenue.

### Grand Avenue
Questa land è tematizzata come un quartiere storico con lo stesso nome nel centro di Los Angeles.

#### Attrazioni
- Muppet*Vision 3D

### Star Wars: Galaxy's Edge

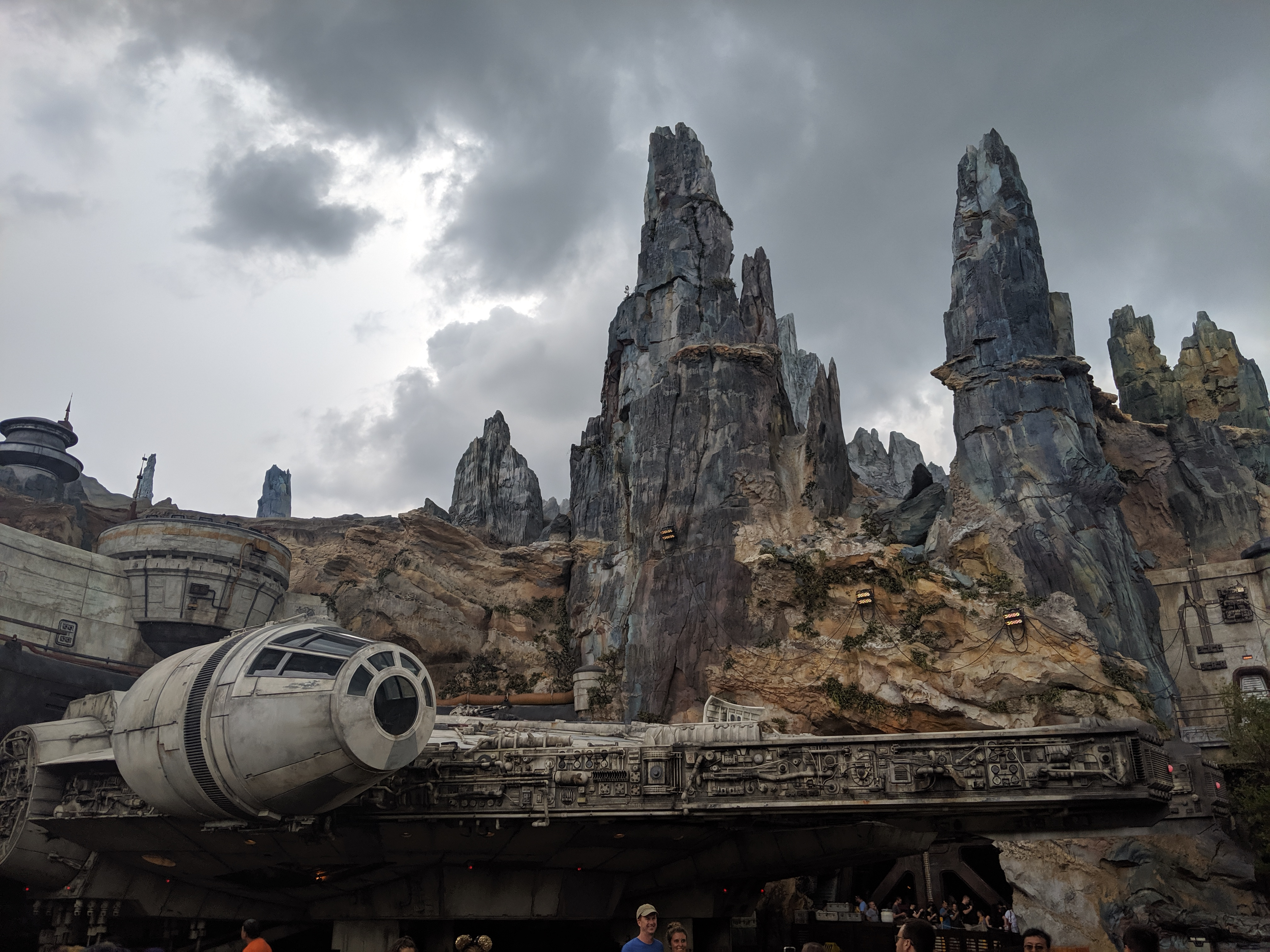
Star Wars: Galaxy's Edge con la copia del Millennium Falcon.

Una land ispirata ad un pianeta della saga di Star Wars chiamato Batuu e apparso per la prima volta nel 2017 nel romanzo Star Wars: Thrawn.

#### Attrazioni
- Millennium Falcon: Smugglers Run
- Star Wars: Rise of the Resistance

### Toy Story Land
Questa land è ispirata alla serie di film della Disney-Pixar, Toy Story.

#### Attrazioni
- Toy Story Mania!: questa attrazione inaugurata nel 2008 è una di quelle di maggior successo del parco e l'ambientazione (come si intuisce nel nome) è basata sul film d'animazione Toy Story e ha ispirato anche l'omonimo videogame.

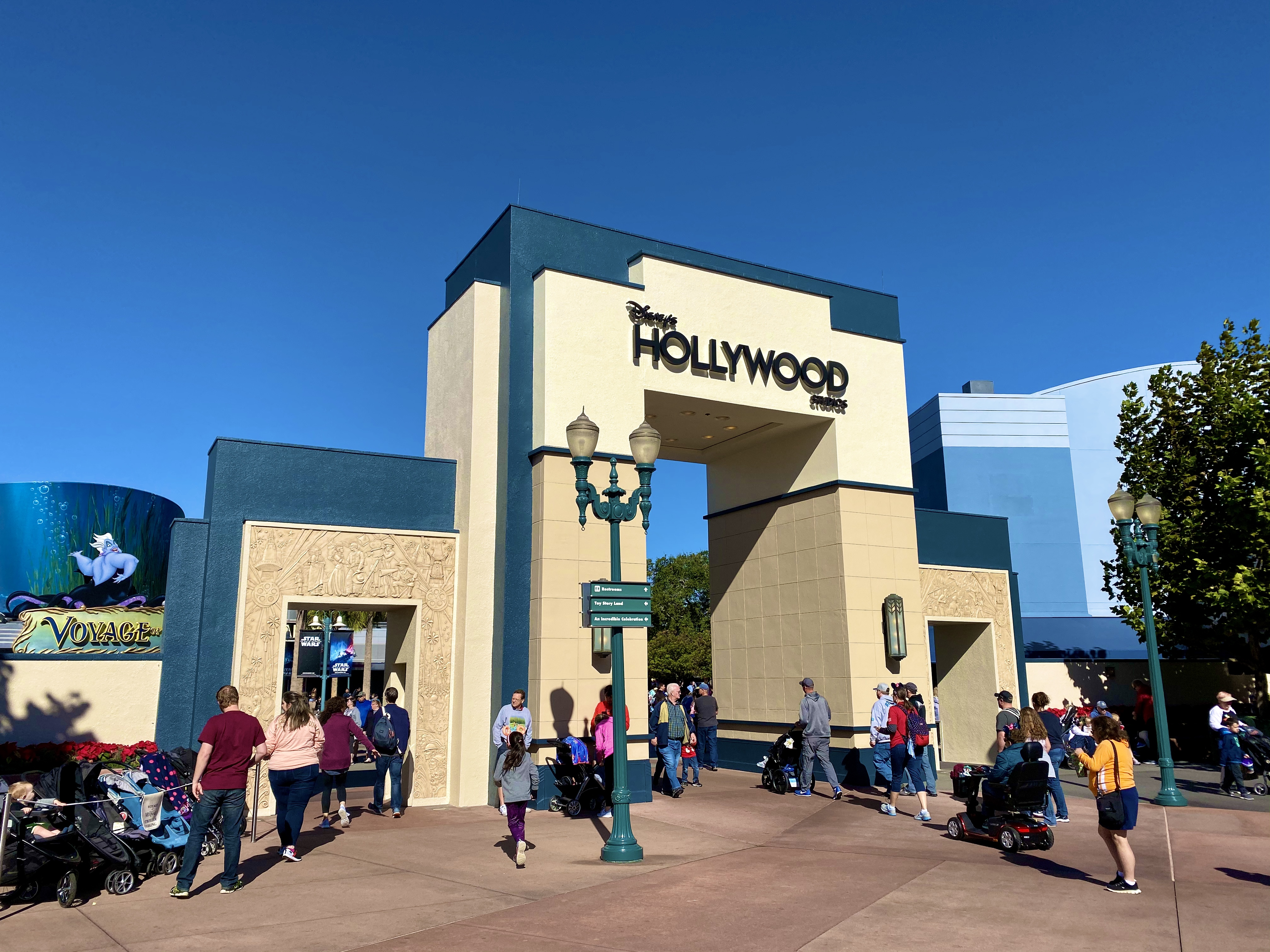
L'ingresso di Animation Courtyard.

- Slinky Dog Dash
- Alien Swirling Saucers

### Animation Courtyard
Questa land ospita attrazioni basate su film e personaggi creati dalla Walt Disney Animation Studios. Questa sezione del parco era originariamente il punto di partenza per lo Studio Backlot Tour.

#### Attrazioni
- Voyage of the Little Mermaid
- Star Wars Launch Bay
- Walt Disney Presents

#### Spettacoli
- Disney Junior Dance Party!

### Sunset Boulevard
Questa land è ispirata al vero viale omonimo e fu la prima espansione del parco, inaugurata nel luglio 1994.

#### Attrazioni
- Tower of Terror: questa attrazione è una delle più grandi del parco e tratta di un viaggio in un hotel abbandonato che da una normale gita si trasformerà in una fuga senza fine verso l'uscita.
- Rock 'n' Roller Coaster Starring Aerosmith: montagna russa accompagnata dalla musica degli Aerosmith.

#### Spettacoli
- Beauty and the Beast Live on Stage: un noto balletto basato sull'omonimo film.
- Fantasmic!: uno spettacolo notturno all'aperto con Topolino e molti altri personaggi Disney con fuochi d'artificio, laser ed effetti acquatici.
- Lightning McQueen's Racing Academy